# Ford Parklane
Le Ford Parklane est un break (familiale) deux portes produit par Ford aux États-Unis en 1956 uniquement. Lancé pour concurrencer le Chevrolet Nomad, il était basé sur le Ford Ranch Wagon, mais contrairement à ce robuste modèle d'entrée de gamme, il bénéficiait de tous les équipements de la luxueuse Ford Fairlane de 1956, y compris la bande chromée caractéristique sur les flancs et un intérieur bien aménagé. Une radio AM était disponible pour 100 dollars et des sièges réglables électriquement pour 60 dollars. Ses freins à tambour faisaient 11 pouces.

## Aperçu du modèle
Appartenant à la génération des Ford 1955-1956. Le Parklane est un break deux portes, partageant sa carrosserie avec le Ford Ranch Wagon,. Pour distinguer le modèle, le Parklane a reçu la bande latérale en acier inoxydable de la Fairlane (autrement réservée aux Country Sedan à trois rangées). Alors que la ligne de toit était directement partagée avec le Ranch Wagon, le montant B était en acier inoxydable (un élément de conception librement adapté de la Fairlane Crown Victoria).
Ce modèles a introduit plusieurs fonctionnalités avancées pour l'époque, y compris un intérieur entièrement recouvert de moquette (y compris dans la zone de chargement) et une couverture d'intimité pour la zone de chargement. En option à 60 $, le Park Lane était proposé avec des sièges avant à 4 réglages électriques. Dans la lignée des autres breaks Ford, la banquette arrière du Park Lane se repliait complètement à plat, formant une seule surface de chargement plate.
Le Parklane partageait ses offres de groupes motopropulseurs avec d'autres breaks Ford. Un moteur 6 cylindres en ligne de 223 pouces cubes était le moteur standard, avec un moteur V8 de 292 pouces cubes (partagé avec la Thunderbird) qui était proposé en option. Les freins à tambour de 11 pouces introduits pour 1955 ont été montés sur le modèle.

## Carrière commerciale
Le Nomad (basé sur un concept-car Chevrolet de 1954) ne se vendait pas beaucoup mieux, même avant la sortie de la Ford.
Ford a finalement décidé de produire en 1957 un break deux-portes légèrement moins luxueux, le Ford Del Rio, ce qui fait que le Parklane, produit une seule année, est aujourd'hui assez rare. À partir de 1958, le nom Park Lane (en deux mots) a été utilisé pour la marque de moyenne gamme Mercury (Mercury Park Lane (en), 1958–1960 et 1964–1968).
Le Nomad, basé sur un concept car, a toujours été plus connu que le Parklane, mais il n'a acquis son principal titre de gloire — son utilisation par les surfers pour transporter leurs planches –, que bien après la fin de leur production. Les surfers, clients idéaux pour ce type de véhicule, avaient tendance à n'acheter que d'occasion.

## Épilogue
Un prototype de Parklane 1957 a été construit, Ford a retiré le modèle après une seule année modèle. Coïncidant avec la sortie des modèles Ford de 1957, Ford a reconditionné le Parklane sous le nom de Ford Del Rio. Bien que similaire dans son concept, le Del Rio a été plus étroitement intégré dans la gamme du modèle Ranch Wagon.
Au fil des années 50, les breaks à deux portes se vendaient mal; tout en offrant la même capacité de passagers qu'une familiale quatre portes, les familiales deux portes restreignent l'accès des passagers aux places arrière. Ceux qui avaient besoin de leurs capacités de chargement transportaient aussi des passagers et voulaient accéder facilement aux places arrière. La clientèle d'un modèle d'entrée de gamme comme le Ford Ranch Wagon le considérait principalement comme un utilitaire et transportait occasionnellement des passagers, et ce n'était pas un modèle plus raffiné qu'ils souhaitaient.
Bien que plus largement reconnu que le Parklane (en partie dû à son design dérivé du concept-car), les ventes de Parklane ont dépassé celles de son concurrent Nomad, avec 15 186 unités contre 7 886.